# Manfreda pringlei
Manfreda pringlei är en sparrisväxtart som beskrevs av Joseph Nelson Rose. Manfreda pringlei ingår i släktet Manfreda och familjen sparrisväxter. Inga underarter finns listade i Catalogue of Life.